# Воробьёвы горы (жилой комплекс)
Жилой комплекс «Воробьёвы Горы» — жилой комплекс на Мосфильмовской улице в Москве. Сдан в эксплуатацию в 2005 году. Строительство велось в течение четырёх лет компанией «Дон-строй».

## Описание
Состоит из семи корпусов в которых располагается 1039 квартир общей площадью 315 тысяч м². Корпуса расположены на едином стилобате с кровлей площадью около 5 га. Жилой квартал стоит на 4000 сваях, каждая из которых рассчитана на нагрузку до 90 тонн. В состав комплекса входят два супермаркета, детская студия,спортивно-оздоровительный центр и пятиуровневый подземный паркинг с автомойками и автосервисом.
Самый высокий 48-этажный комплекс имеет высоту 188,2 метра и входит в десятку самых высоких жилых домов Москвы. В 2011 году стоимость квадратного метра составляла от 8 до 18 тысяч долларов. В седьмом корпусе располагается одна из самых дорогих квартир в Москве стоимостью 1,3 млрд рублей. 

## Номинации
В 2007 году жилой комплекс «Воробьёвы горы» стал победителем в городском конкурсе «Лучший реализованный проект в области инвестиций и строительства» в номинации «Жилые здания и комплексы повышенной комфортности».